# Szoboszlai Éva
Szoboszlai Éva (Budapest, 1953. augusztus 22. –) Aase-díjas magyar színésznő.

## Élete és pályafutása
1978-ban végzett a Színház- és Filmművészeti Főiskolán, Vámos László osztályában. Főiskolás évfolyamtársaival (Horineczky Erika, Józsa Imre. Balkay Géza, Zsolnay András, Szirmai Péter) 1977-ben szerepelt Felvidéki Judit Negyedik forduló című szerzői tévéjátékában. Friss diplomás színészként pályáját a Szolnoki Szigligeti Színházban kezdte. Első nagy feladata Paál István rendezésében, évadnyitó előadásként bemutatott Edward Albee - „Nem félünk a farkastól” című drámájában: Honey. (Végvári Tamás, Margitai Ági és Pogány György voltak a partnerei.) Az előadás nívódíjban részesült. Szolnokon a színházi elfoglaltságai mellett, a helyi rádióban készült hangjátékokban is szerepelhetett, és részt vett a Szolnoki Nyári Színház előadásain is. Alakításait 1983-ban megyei művészeti díjjal jutalmazták. Szerepelt Tácon is, a Gorsiumi Nyári Játékok Szophoklész: Elektra című előadásában. Két alkalommal (1985-ben és 1995-ben) három-három évadra a zalaegerszegi Hevesi Sándor Színházhoz szerződött. Szerepei által számos klasszikus nőalakot formált meg. 1988 és 1995 között illetve 1998-óta szabadfoglalkozású színművésznő. Játszott a Ruttkai Éva Színházban és gyakran szerepelt az Udvaros Béla által alapított Evangélium Színházban. 2016-ban Aase-díjban részesült.
Felolvasóként készített hangoskönyveket, többek között a Magyar Vakok és Gyengénlátók Országos Szövetsége könyvtárának is.
Nagybátyja: Szoboszlai Sándor színművész.

## Díjai
- Szolnok Megyei Művészeti díj (1983)
- Aase-díj (2016)

## Fontosabb színházi szerepei
- Edward Albee: Nem félünk a farkastól... Honey
- Madách Imre: Az ember tragédiája... Éva
- Frederick Knott: Várj míg sötét lesz... Susy
- Alekszej Nyikolajevics Arbuzov: Én, te, ő... Lika
- Szász Péter: Whisky esővízzel... Krüger Béláné
- William Shakespeare: Vízkereszt vagy amit akartok... Mária, Olívia komornája
- William Shakespeare: Rómeó és Júlia... Júlia
- William Shakespeare: Lear király... Regan, Lear lánya
- William Shakespeare: Troillus és Cressida... Cressida; Helena
- Molière: Tartuffe... Elmira, Orgon felesége
- Anton Pavlovics Csehov: Platonov szerelmei... Grekova
- Anton Pavlovics Csehov: Három nővér... Irina
- Anton Pavlovics Csehov: Ványa bácsi... Szofja Alekszandrovna (Szonya); Jelena Andrejevna, Szerebrjakov felesége
- Makszim Gorkij: Éjjeli menedékhely... Anna
- Illés Endre – Vas István: Trisztán... Vivien
- Molnár Ferenc: Ibolya... Thuz kisasszony
- Jurij Trifonov: Csere... Marin
- Viktor Rozov: Szállnak a darvak... Irina
- Mati Unt: A halál árát a halottaktól kérdezd... Evi/Eeva, színésznő
- Arthur Schnitzler: Anatol és a nők... Emilia
- Jiří Menzel: A három megesett lány esete... Lucinda
- Alfred Jarry: A láncra vert Übü... Szabadicska
- Pierre-Augustin Caron de Beaumarchais: Figaro házassága, avagy egy bolomd nap... Fanchette, Antonio leánya
- Jókai Mór: A kőszívű ember fiai... Lindenwall Edith
- Kós Károly: I. István, az országépítő... Bajor Gizella, a felesége (Kőszegi Várszínház)
- Jurij Valentyinovics Trifonov – Jurij Petrovics Ljubimov: Csere... Marina
- Ljudmila Petrusevszkaja: Zeneórák... Klava
- Charles Dickens – Lionel Bart: Oliver... Mrs. Sowerberry; Old Sally
- Arthur Schnitzler: A Zöld Kakadu... Nenette, szolgáló
- Tersánszky Józsi Jenő: Kakuk Marci... Méltósága, fösvény, zsarnok hölgy
- Vörösmarty Mihály: Csongor és Tünde... Ilma
- Szophoklész: Elektra... Khrüszothemisz
- Bródy Sándor: A tanítónő... Tóth Flóra
- Ivo Brešan: Paraszt Hamlet... Andja
- Arthur Miller: Az ügynök halála... A nő
- Tennessee Williams: Múlt nyáron, hirtelen... Mrs. Holly
- Tennessee Williams: Üvegfigurák... Laura Wingfield
- Friedrich Dürrenmatt: a fizikusok... Lina Rose, Oscar felesége
- Pierre Barillet – Jean-Pierre Grédy - Nádas Gábor - Szenes Iván: A kaktusz virága... Bárénekesnő
- Eugene O’Neill: Amerikai Elektra... Hazel Niles
- Tamási Áron: Vitéz lélek... Panna
- Tamási Áron: Énekes madár... Eszter, vénlány
- Hans Christian Andersen – Keleti István: Pacsuli palota... Szippantó Szerénke, illat- és szappanügyi miniszter
- Thornton Wilder: A mi kis városunk... Mrs Webb
- Thornton Wilder: Hajszál híján... Ivy kisasszony
- Sue Townsend – Ken Howard – Alan Blaikley: A 13 és 3/4 éves Adrian Mole titkos naplója... Mrs. Lucas
- Murray Schisgal: Szerelem, ó!... Elen
- Noël Coward: Vidám kísértet... Ruth
- Főrévi karácsonyi pásztorjáték... Gábriel arkangyal
- A három királyok... Gábriel arkangyal
- Howard Ashman: Rémségek csöpp kis boltja... szereplő
- Jean Giraudoux: Trójában nem lesz háború... Kassandra
- Örkény István: Sötét galamb... Margit
- Németh László: A két Bólyai... Barcsainé
- Németh László: Nagy család... Klára, segédházfelügyelő
- Karinthy Ferenc: Szerelem, ó!... Elen
- Heltai Jenő: Egy fillér... Margit nővér, ápolónő
- Heltai Jenő: A néma levente... Monna Mea
- Vörösmarty Mihály: Csongor és Tünde... Mirigy
- Gotthold Ephraim Lessing: Bölcs Náthán... Daja
- Kovách Aladár: Téli zsoltár... Sikóné

## Filmek, tv
- Holt lelkek tévéjáték (1977)
- Negyedik forduló (1978)
- Rosszemberek (1979)
- Hínár (1981)
- Viaszfigurák (1983)
- Vásár (1985)
- Nem érsz a halálodig (1990)
- Patika sorozat (1995)

## Hangoskönyvek
- Anton Pavlovics Csehov: Három nővér
- Anton Pavlovics Csehov: Sirály
- Nyikolaj Vasziljevics Gogol: Az orr
- Csáth Géza: Lidércálmok
- Gárdonyi Géza: Az én falum
- Jókai Mór: A cigánybáró
- Jókai Mór: A janicsárok végnapjai
- Jókai Mór: Török világ Magyarországon
- Karinthy Frigyes: Az utolsó palackposta
- Karinthy Frigyes: Így írtok ti
- Krúdy Gyula: Bukfenc
- Mikszáth Kálmán: A fekete város
- Mikszáth Kálmán: Jókai Mór élete és kora
- Mikszáth Kálmán: Kisértet Lublón
- Tamási Áron: Vadrózsa ága
- Tóth Béla: Magyar anekdotakincs